# Brachythecium cymbifolium
Brachythecium cymbifolium är en bladmossart som beskrevs av Hugh Neville Dixon och George Osborne King Sainsbury 1933. Brachythecium cymbifolium ingår i släktet gräsmossor, och familjen Brachytheciaceae. Inga underarter finns listade i Catalogue of Life.